# Guyana ai Giochi della XXII Olimpiade
La Guyana partecipò ai Giochi della XXII Olimpiade, svoltisi a Mosca, Unione Sovietica, dal 19 luglio al 3 agosto 1980, con una delegazione di 8 atleti impegnati in tre discipline.

## Medaglie
| Medaglia | Atleta          | Sport    | Evento     |
| -------- | --------------- | -------- | ---------- |
| Bronzo   | Michael Anthony | Pugilato | Pesi gallo |